# Ефект на Страйсънд
Ефектът на Страйсънд е феномен в интернет, при който опитът за цензуриране или премахване на дадена информация води до нейното масово разпространение. Например опитите за цензуриране на снимка, число, файл или уебсайт (включително по съдебен път) водят до появата на множество копия на файла или уебсайта чрез огледални сървъри или мрежи за споделяне на файлове. 
Ефектът е потвърждение на казаното от Джон Гилмор, че „световната мрежа възприема цензурата като повреда и намира пътища за нейното заобикаляне.“ 
Ефектът е наречен на името на Барбра Страйсънд, която през 2003 г. се опитва по съдебен път да наложи забрана за разпространение на информация за личния ѝ живот (въздушна снимка на имението ѝ в Малибу), в резултат на което въпросната информация добива широка популярност.